# Stellarator

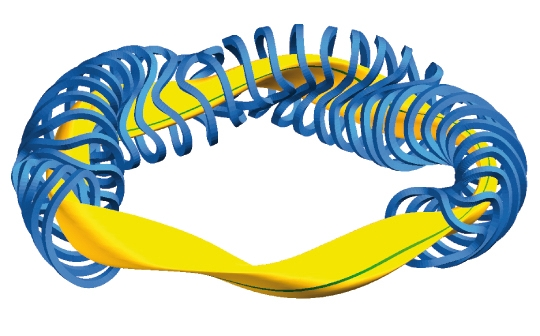
Exemple del disseny d'un stellarator, com l'emprat en l'experiment Wendelstein 7-X: uns imants (en blau) envolten el plasma (groc). Les línies del camp magnètic es troben representades en verd sobre el plasma groc.

El  reactor estel·lar  o stellarator és un reactor experimental per fusió per confinament magnètic. El camp magnètic que ha de confinar el plasma requereix una component toroidal i una altra poloidal per a evitar els efectes de deriva magnètica, que apareixen principalment per l'existència d'un gradient transversal de camp magnètic i per la curvatura de les línies de camp.
És precisament en la forma de crear aquest camp poloidal en què es diferencien el Tokamak i el stellarator: mentre el primer ho fa utilitzant el mateix plasma com a conductor, el stellarator ho fa mitjançant bobines exteriors helicoïdals i/o fent girar el plasma al voltant d'una bobina central circumferencial.
Aquesta màquina és més costosa de fabricar, ja que cal fabricar les bobines helicoïdals, però dota el plasma de més estabilitat, ja que el confinament no depèn del plasma. Espanya, en la seva línia d'investigació sobre fusió i física del plasma té un stellarator, el TJ-II, dels més avançats del món, que es troba en el CIEMAT, a Madrid. De tota manera, l'alternativa ha perdut rellevància davant els Tokamak, atès que l'ITER és un Tokamak.

## Nota
1. ↑  Jeffrey P. Freidberg. Plasma physics and fusion energy.  Cambridge University Press, 2007, p. 423–. ISBN 9780521851077 [Consulta: 26 juliol 2011].